# Sours
Sours és un municipi francès, situat al departament de l'Eure i Loir i a la regió de Centre – Vall del Loira. L'any 2007 tenia 1.767 habitants.

## Demografia

### Població
El 2007 la població de fet de Sours era de 1.767 persones. Hi havia 617 famílies, de les quals 127 eren unipersonals (74 homes vivint sols i 53 dones vivint soles), 185 parelles sense fills, 284 parelles amb fills i 21 famílies monoparentals amb fills.
La població ha evolucionat segons el següent gràfic:
Habitants censats

### Habitatges
El 2007 hi havia 686 habitatges, 618 eren l'habitatge principal de la família, 27 eren segones residències i 41 estaven desocupats. 661 eren cases i 21 eren apartaments. Dels 618 habitatges principals, 522 estaven ocupats pels seus propietaris, 75 estaven llogats i ocupats pels llogaters i 21 estaven cedits a títol gratuït; 4 tenien una cambra, 20 en tenien dues, 72 en tenien tres, 152 en tenien quatre i 370 en tenien cinc o més. 520 habitatges disposaven pel capbaix d'una plaça de pàrquing. A 223 habitatges hi havia un automòbil i a 340 n'hi havia dos o més.

### Piràmide de població
La piràmide de població per edats i sexe el 2009 era:
| Homes | Edats   | Dones |
| ----- | ------- | ----- |
| 0     | 95 o +  | 4     |
| 0     | 90 a 94 | 0     |
| 8     | 85 a 89 | 12    |
| 0     | 80 a 84 | 16    |
| 16    | 75 a 79 | 16    |
| 20    | 70 a 74 | 36    |
| 12    | 65 a 69 | 24    |
| 56    | 60 a 64 | 40    |
| 20    | 55 a 59 | 36    |
| 56    | 50 a 54 | 32    |
| 72    | 45 a 49 | 68    |
| 72    | 40 a 44 | 60    |
| 88    | 35 a 39 | 96    |
| 60    | 30 a 34 | 68    |
| 36    | 25 a 29 | 56    |
| 36    | 20 a 24 | 36    |
| 40    | 15 a 19 | 56    |
| 100   | 10 a 14 | 68    |
| 68    | 5 a 9   | 76    |
| 60    | 0 a 4   | 52    |

## Economia
El 2007 la població en edat de treballar era de 1.195 persones, 880 eren actives i 315 eren inactives. De les 880 persones actives 808 estaven ocupades (430 homes i 378 dones) i 72 estaven aturades (34 homes i 38 dones). De les 315 persones inactives 80 estaven jubilades, 178 estaven estudiant i 57 estaven classificades com a «altres inactius».

### Ingressos
El 2009 a Sours hi havia 638 unitats fiscals que integraven 1.758,5 persones, la mediana anual d'ingressos fiscals per persona era de 19.542 €.

### Activitats econòmiques
Dels 61 establiments que hi havia el 2007, 2 eren d'empreses alimentàries, 1 d'una empresa de fabricació d'elements pel transport, 4 d'empreses de fabricació d'altres productes industrials, 9 d'empreses de construcció, 13 d'empreses de comerç i reparació d'automòbils, 3 d'empreses de transport, 2 d'empreses d'hostatgeria i restauració, 1 d'una empresa d'informació i comunicació, 3 d'empreses financeres, 7 d'empreses de serveis, 11 d'entitats de l'administració pública i 5 d'empreses classificades com a «altres activitats de serveis».
Dels 16 establiments de servei als particulars que hi havia el 2009, 1 era una oficina bancària, 2 tallers de reparació d'automòbils i de material agrícola, 3 paletes, 3 lampisteries, 1 electricista, 1 empresa de construcció, 3 perruqueries, 1 restaurant i 1 saló de bellesa.
Dels 3 establiments comercials que hi havia el 2009, 1 era una botiga de més de 120 m², 1 una botiga de menys de 120 m² i 1 una joieria.
L'any 2000 a Sours hi havia 28 explotacions agrícoles que ocupaven un total de 2.592 hectàrees.

## Equipaments sanitaris i escolars
L'únic equipament sanitari que hi havia el 2009 era una farmàcia.
El 2009 hi havia 1 escola maternal i 2 escoles elementals.

## Poblacions més properes
El següent diagrama mostra les poblacions més properes.